# Huis ter Heide (Loon op Zand)

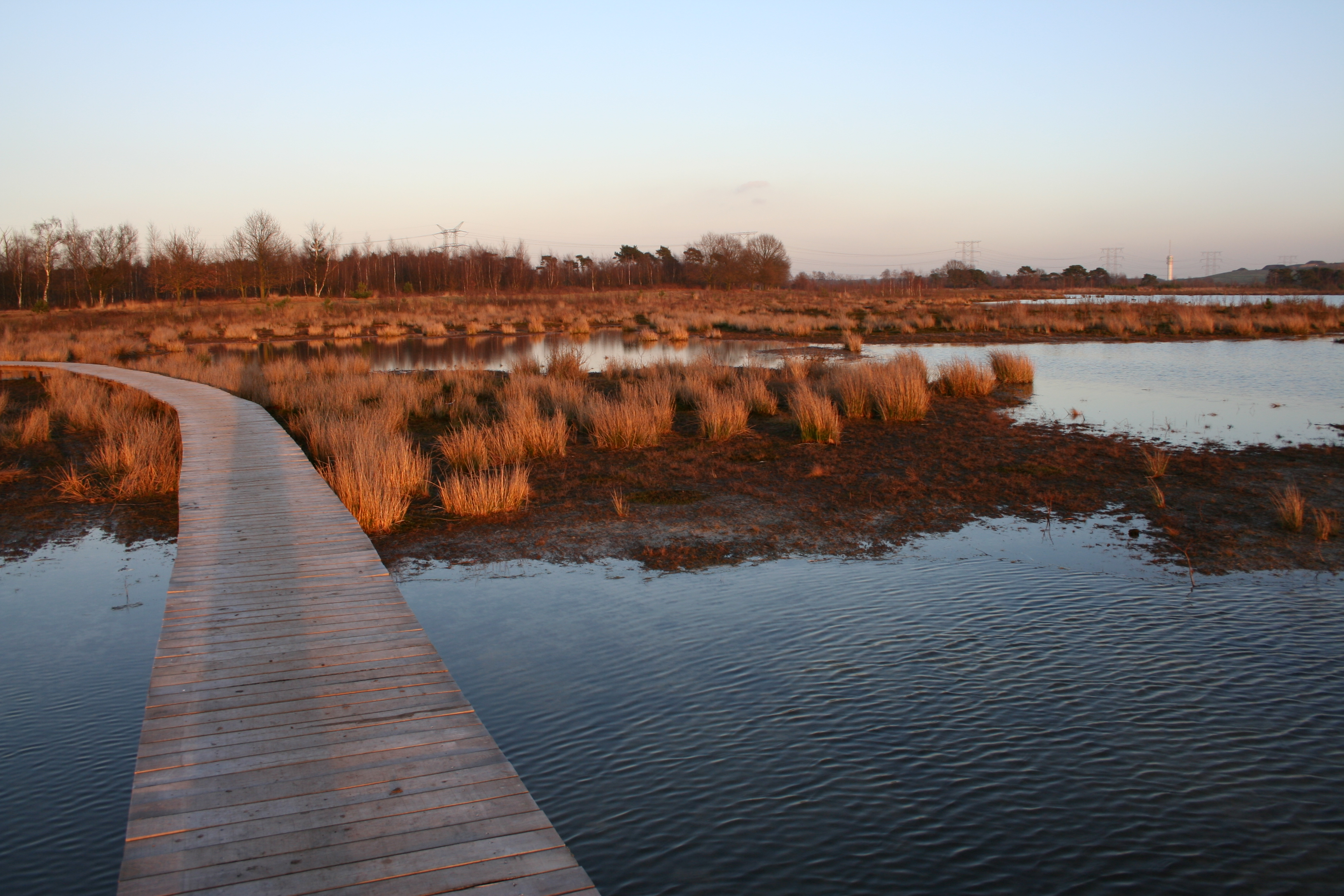
Het Leikeven op Huis ter Heide

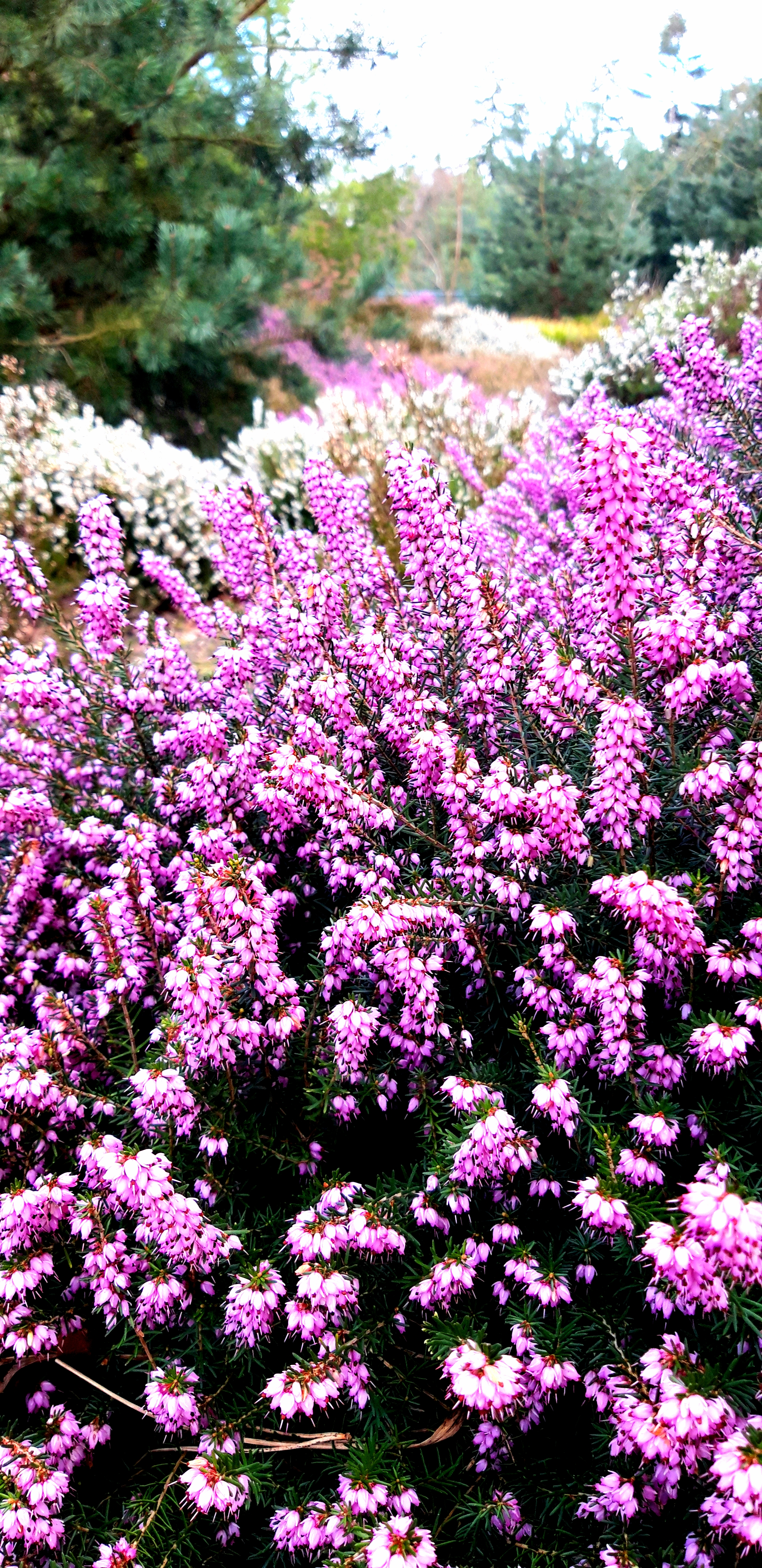
Heide in het Loonsche Land te Kaatsheuvel, onderdeel van Huis ter Heide

Het Landgoed Huis ter Heide is een natuurgebied van de Vereniging Natuurmonumenten. Het is gelegen tussen de plaatsen De Moer en Loon op Zand, ten noordwesten van Tilburg, in de Nederlandse provincie Noord-Brabant. De grootte van het gebied is ongeveer 1100 hectare.
Het noordelijke gedeelte van het gebied bestaat vooral uit bos, terwijl het zuidelijke gedeelte, Loonse Heide genaamd, vooral vennen en graslanden bevat. Het doel van Natuurmonumenten is de ongerepte natte heide, zoals die hier in 1940 zichtbaar was, weer terug te krijgen. Flora en fauna als de klokjesgentiaan, de zonnedauw, de heikikker en de vinpootsalamander zijn hier te vinden. Ook grazen er Schotse hooglanders, om te zorgen voor een grotere variatie aan begroeiing.
Het gebied bevat een landhuis uit 1864. De zes munitie-opslagcomplexen die eveneens in het gebied lagen werden gesaneerd.
De toponiemen Galgeneind en Galgenbaan verwijzen naar het galgenveld dat zich hier eens bevond. Hier werden de lijken tentoongesteld van onder meer de leden van een bende die in de 18e eeuw de omgeving van Loon op Zand onveilig maakte.
In 2021 is de Natuurbegraafplaats Huis ter Heide geopend. Deze beslaat 30 ha van het gebied en bevindt zich in de nabijheid van De Moer achter het karakteristieke landhuis dat een informatiecentrum werd. 
Natuurmonumenten probeert door verwerving van gronden een verbinding tot stand te brengen met de westelijk gelegen Loonse en Drunense Duinen. Deze verbinding heet Westloonse Wissel. Een onderdeel hiervan is het Loonsche Land, een bos- en heidegebied dat is overgenomen van De Efteling.

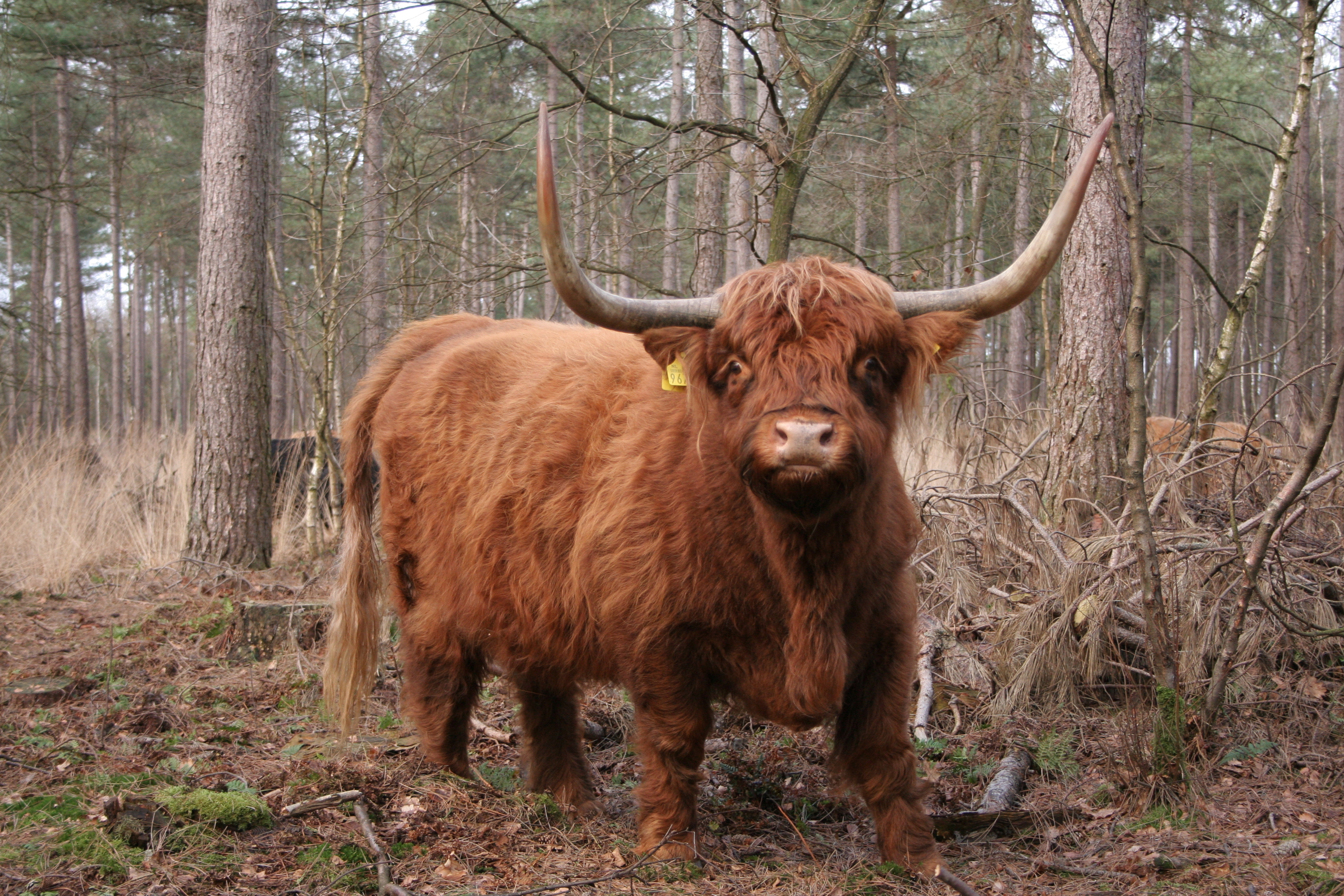
Schotse Hooglander op Huis ter Heide